# Wilhelm Martinke

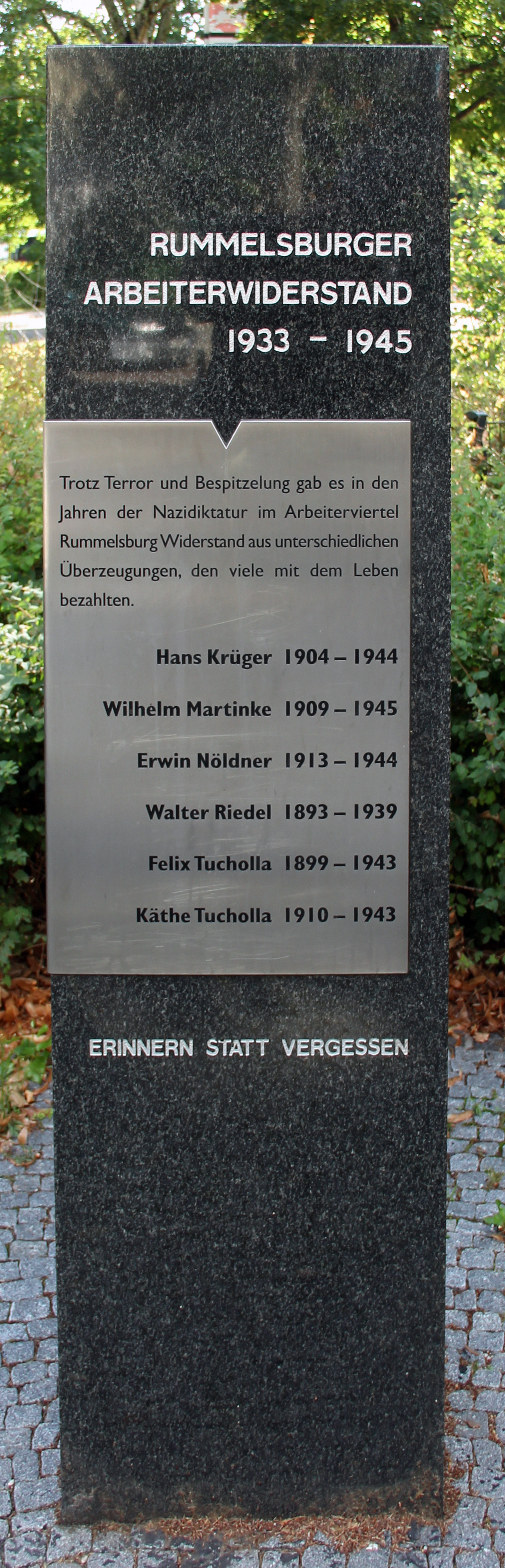
Gedenkstein, Nöldnerplatz, in Berlin-Rummelsburg

Wilhelm Martinke (* 12. Oktober 1909 in Berlin; † 31. Januar 1945 in Sonnenburg) war ein deutscher Widerstandskämpfer gegen den Nationalsozialismus.

## Leben
Der parteilose Wilhelm Martinke wohnte in Berlin-Lichtenberg. Nach der Volksschule erlernte er das Handwerk eines Metallschleifers und arbeitete bei Siemens & Halske. Von 1926 bis 1928 war er Mitglied des DMV, nach 1933 auch der DAF. Ab 1936 arbeitete Martinke bei Siemens in Berlin-Siemensstadt, Wernerwerk. Mit Ausbruch des Zweiten Weltkrieges betätigte er sich am Aufbau einer Widerstandsgruppe im Betrieb. Von mehreren Kollegen denunziert, wurde er am 8. September 1944 von der Gestapo im Betrieb verhaftet; wegen Abhörens von Feindsendern und mehrerer vermeintlich getätigter Äußerungen wurde ihm „Wehrkraftzersetzung“ zur Last gelegt. Der Anklageschrift des Kammergerichts Berlin vom 1. November 1944 sind jedoch nur Zitate zu entnehmen, die auf eine tendenziell realistische Einschätzung des weiteren Kriegsverlaufs durch Martinke schließen lassen. Selbst diese Äußerungen wurden von ihm größtenteils geleugnet. Martinke war vom 14. September bis zum 31. Dezember 1944 in Berlin-Plötzensee in Untersuchungshaft. Am 14. Dezember sprach der IV. Strafsenat des Kammergerichts-Berlin unter Vorsitz von Senatspräsident Schönfeld sein Urteil: Martinke wurde zu drei Jahren Zuchthaus bei Anerkennung von drei Monaten Untersuchungshaft verurteilt. In der schriftlichen Urteilsbegründung vom 6. Januar 1945 heißt es: "Es kam endlich strafschärfend in Betracht, dass sich der Angeklagte im September 1944, also in einer Zeit, in der sich die Front in einer sehr schwierigen Lage befand, nicht gescheut hat, die gerade in solchen Zeiten für die Front ausserordentlich wichtige Standhaftigkeit der Heimat und besonders der Rüstungsarbeiter zu erschüttern." Noch im Januar 1945 wurde Wilhelm Martinke in das Zuchthaus Sonnenburg gebracht. Vor den heranrückenden Einheiten der Roten Armee wurde er im Januar 1945 von einem SS-Sonderkommando auf dem Hof des Zuchthauses erschossen. Der Urteilsschrift vom 6. Januar 1945 ist zu entnehmen, dass Martinke mindestens zwei kleine Kinder hinterließ.

## Gedenken
- Vor seinem Wohnhaus in der Pfarrstr. 92 wurde bereits 1973 eine Gedenktafel angebracht, die aber 1991 von unbekannten Tätern entwendet wurde. Von Mitgliedern des Aktiven Museum Faschismus und Widerstand in Berlin e.V. wurde am 6. Mai 1994 eine Ersatztafel angebracht, die aber im August 1997 wiederum verschwand. Am 1. September 1999 wurde eine neue Gedenktafel, die von den Mietern des Hauses selbst entworfen worden war, eingeweiht.[2]
- Am 7. Mai 2010 wurde auf dem Nöldnerplatz in Berlin-Rummelsburg eine Gedenkstele enthüllt, die aus Spendengeldern finanziert wurde. Eine Metalltafel an einem Granitstein erinnert an den Widerstand im Rummelsburger Kiez gegen den Nationalsozialismus. Neben Wilhelm Martinke werden auch die folgenden Mitkämpfer namentlich geehrt: Erwin Nöldner, Hans Krüger, Walter Riedel († 1939) sowie Käthe und Felix Tucholla.[3]